# 흰날개문둥이박쥐
흰날개문둥이박쥐(Neoromicia tenuipinnis)는 애기박쥐과에 속하는 박쥐의 일종이다. 앙골라와 부룬디, 카메룬, 콩고공화국, 콩고민주공화국, 코트디부아르, 적도기니, 에티오피아, 가봉, 감비아, 가나, 기니, 기니비사우, 케냐, 라이베리아, 나이지리아, 르완다, 세네갈, 시에라리온, 탄자니아 그리고 우간다에서 발견된다. 자연 서식지는 아열대 또는 열대 기후 지역의 건조림과 습윤 저지대 숲, 망그로브 숲, 습윤 산지 숲, 습윤 사바나 지역이다.